# Країна річки Сеха
Країна річки Сеха (Шеха) — стародавня лувійська держава на заході Малої Азії часів Бронзової доби. Спочатку перебувала у залежності від Арцави, потім Хеттської держави. Зникла внаслідок навали ахейців або мушків.

## Історія
Засновано лувійськими племенами десь у XV ст. до н. е. більшість відомостей про цю державу містять в хеттських джерелах, йменувавшю цю країну за головною річкою Сеха (Шеха), розташування якої до тепер є предметом наукових дискусій. Тому власна її назва невідома.
Тривалий час входила до конфедерації Арцава. Водночас царі Сехи зуміли підкорити острів Лесбос. Про відносини із сусідніми державами — Вілусою, Мірою та Таруїсою — відомості обмежені.
Перша письмова згадка відноситься до XIV ст. до н. е., коли внаслідок боротьби за владу в середині держави в справву втрутився хеттський цар Тудхалія I, який посадив на трон Манапу-Тарунту. В подальшому останній перейшов на бік держави Арцава, що виступила проти хеттів. Перемога останніх поставило Країну річки Сеха в складну ситуацію, але зрештою ціною значних поступок вдалося уникнути знищення держави, як це сталося з Арцавою.
В подальшому царі Сехи воювали на боці хеттів проти Вілуси та Аххіяви. підч ас боротьби за хеттський трон між Мурсілі III і Хаттусілі III Країна річки Сеха підтримала другого. Близько 1230 року до н. е. вона зазнала остаточної поразки від Тудхалії IV, який зміцнив тут свою владу.
З огляду на подальший занепад хеттської держави внаслідок навали анродів моря та кочових племен відомостей про існування Країни річки Сеха бракує. Ймовірно загинула внаслідок вторгнення ахейців або племен мушків (чи одночасно обох). З ахейського завоювання Країна річки Сеха отримала назву Еоліда.

## Територія
Розташовувалася в долині річки Сеха (Шеха), яка за різними гіпотезами відповідає сучасним Гедиз і бакир в Туреччині. також державі належав острів Лацпа. На півдні кордон були гори Сіпіл і Тмол, що відкоремлювали від Арзави та Міри, на північному заході кордон проходив з Вілусою.

## Царі
- Мувавалві (1350—1322 до н. е.)
- Ура-Тарунта (1322—1320 до н. е.)
- Манапа-Тарунта (1320—1280 до н. е.)
- Маштурі (1280—1237 до н. е.)
- Тарунта-Раду (1237—1230 до н. е.)
- невідомий за ім'ям (з 1230 до н. е.)